# (2198) Ceplecha
(2198) Ceplecha (1975 VF) – planetoida z grupy pasa głównego asteroid okrążająca Słońce w ciągu 4,18 lat w średniej odległości 2,59 au. Odkryta 7 listopada 1975 roku.